# OTR-21 Tochka
El OTR-21 «Tochka» (en ruso: ОТР-21 «То́чка») es un misil balístico táctico de corto alcance de origen soviético. Su designación GRAU es 9K79 y su designación OTAN es SS-21 Scarab. Es transportado en un vehículo 9P129 y levantado antes del lanzamiento. Utiliza un sistema de guía inercial.
El despliegue de avanzada del OTR-21 en la República Democrática Alemana se inició en 1981, reemplazando a la anterior serie FROG de cohetes de artillería no guiados.

## Descripción
El OTR-21 es un sistema de lanzamiento de misiles móviles, diseñado para desplegarse junto con otras unidades de combate terrestres en el campo de batalla. Mientras que el FROG-7 era grande y relativamente impreciso, el OTR-21 es mucho más pequeño. El misil en sí mismo puede ser utilizado para ataques precisos contra objetivos tácticos enemigos, como puestos de control, puentes, instalaciones de almacenamiento, concentraciones de tropas y aeródromos. La ojiva de fragmentación puede ser sustituida por una cabeza de guerra nuclear, biológica o química. El propelente sólido hace que el misil sea fácil de mantener y desplegar.
Las unidades OTR-21 suelen ser gestionadas en una estructura de brigadas. Hay 18 lanzadores en una brigada; cada lanzador está provisto de 2 o 3 misiles. El vehículo es totalmente anfibio, con una velocidad máxima en carretera de 60 km/h y 8 km/h en agua. El sistema ha estado en desarrollo desde 1968. Se han creado tres variantes.

## Variantes

### Scarab A
El inicial Scarab A entró en servicio con el Ejército Rojo en 1975. Lleva uno de los tres tipos de ojiva: 
- 482 kg de alto explosivo convencional;
- fragmentación (radio letal a más de 200 m);
- nuclear.

El rango mínimo es de aproximadamente 15 km, el alcance máximo es de 70 km; su error circular probable (CEP) se estima en alrededor de 150 m.

### Scarab B
El mejorado Scarab B (Tochka-U) pasó las pruebas estatales 1986-1988, siendo introducido en 1989. El propulsor mejorado incrementa el alcance a 120 km. El CEP mejoró significativamente, a menos de 95 m.

### Scarab C
Una tercera variante, Scarab C, fue desarrollada en la década de 1990. De nuevo se aumentó el alcance (185 km), y el CEP se redujo a menos de 70 m. El Scarab C pesa 1800 kg.

### Variante de Corea del Norte
Corea del Norte ha desarrollado una variante local, el KN-02 Toksa (Viper), por ingeniería inversa de misiles Scarab A suministrados por Siria. El Toksa tiene un alcance de 120-140 km, y es el misil balístico más preciso en el inventario del Ejército Popular de Corea hasta la fecha. En 2014 una versión mejorada fue probada a una distancia de 220 km. El KN-02 usa un camión MAZ-630308-224 en lugar del 9P129. Algunos informes sugieren que Corea del Norte está desarrollando una versión de misiles balísticos antibuque del KN-02. Su rango sería más largo que la actual variante KN-01 y será mucho más difícil para interceptar debido a su velocidad.

## Uso en combate
Rusia utilizó el misil en la guerra de Chechenia. Al menos 15 misiles Tochka fueron desplegados por las fuerzas rusas desde el 8 al 11 de agosto durante la guerra de Osetia del Sur de 2008.
Informes confirmados dicen que el Ejército Ucraniano disparó varios misiles Tochka, durante la guerra del Dombás. 
El Ejército sirio disparó al menos un Tochka contra los insurgentes durante la batalla de Wadi al-Deif (cerca de Ma'rat al-Nu'man, en la provincia de Idlib) en diciembre de 2014.
El Ejército Yemeni disparó un misil Tochka contra la coalición saudí causando al menos 100 muertos en febrero de 2016.
En 2022, los misiles Tochka-U son utilizados por Ucrania y Rusia durante la invasión rusa de Ucrania. Uno de ellos hundió un buque de desembarco ruso y averió a otro que se encontraba al lado.

## Operadores

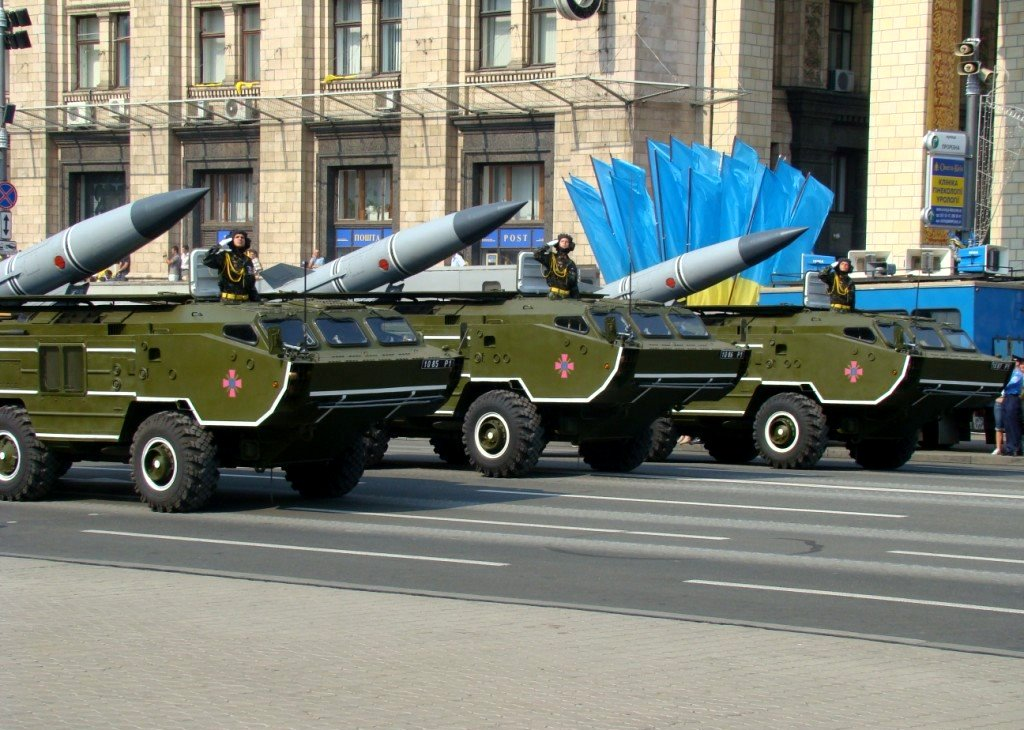
Misiles OTR-21 Tochka ucranianos durante el desfile del Día de la Independencia en Kiev

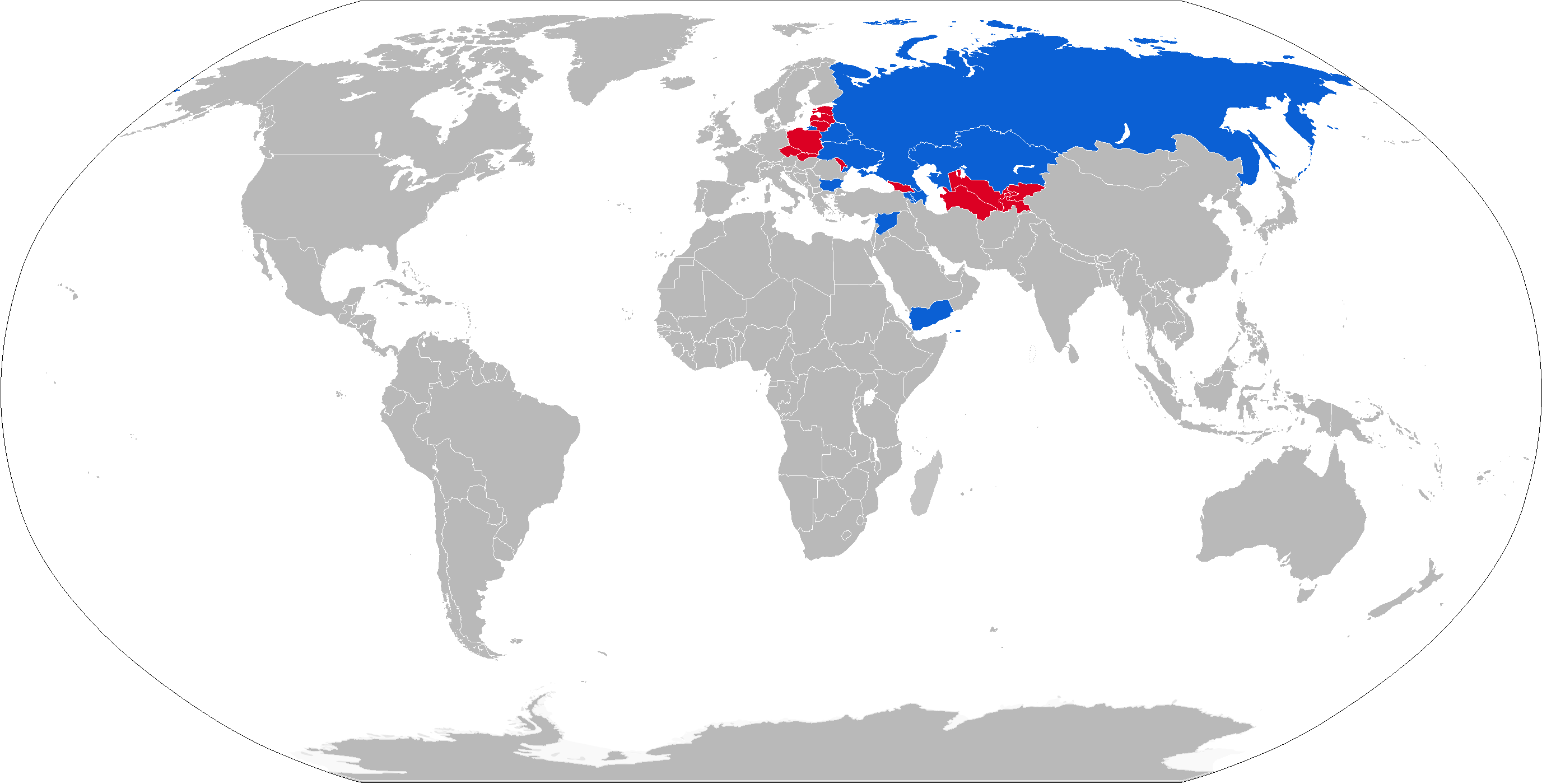
Mapa de los operadores del OTR-21, en azul operadores actuales, en rojo antiguos operadores. (Nota: los Misiles Balísticos Tochka-U rusos retornaron al servicio para la guerra ruso-ucraniana en marzo del 2022).

Rusia220 lanzadores. Los sistemas de misiles han sido actualizados desde 2004. Está previsto que sean reemplazados por 9K720 Iskander.
 ArmeniaAl menos 8 lanzadores Tochka-U;
 Azerbaiyán3 lanzadores Tochka-U con 4 misiles;
 Bielorrusia36;
 Bulgaria18;
 Kazajistánnúmero desconocido;
 Ucrania90;
 Sirianúmero desconocido;
 Yemen10;
 Corea del Nortenúmero desconocido de la variante KN-02.

### Antiguos operadores
Checoslovaquiatransferidos a los estados sucesores;
 República Checaheredados de Checoslovaquia, retirados;
 República Democrática Alemanaretirados;
 Polonia4 retirados en 2005, debido a la falta de cohetes y piezas de servicio;
 Eslovaquianúmero pequeño, heredados de Checoslovaquia, todos retirados;
 Unión Soviéticatransferidos a los estados sucesores.